# Eriopyga nigripalpis
Eriopyga nigripalpis là một loài bướm đêm trong họ Noctuidae.